# South Bay Lakers
O South Bay Lakers (fundado como Los Angeles D-Fenders) é um clube de basquetebol profissional estadunidense sediado em El Segundo, na região metropolitana de Los Angeles. É afiliado ao Los Angeles Lakers. Eles jogam na Conferência Oeste na NBA Development League (Atual NBA G-League), uma liga pra jogadores em desenvolvimento para subir à National Basketball Association (NBA).

## História
Foi fundado em 2006 como Los Angeles D-Fenders, jogando no mesmo prédio onde os Lakers treinavam, e foi vice-campeão da D-League duas vezes. Em 2017, recebeu o nome atual ao se mudar para o novo centro de treinamento dos Lakers no campus da UCLA.